# Häuserkampf (Militär)

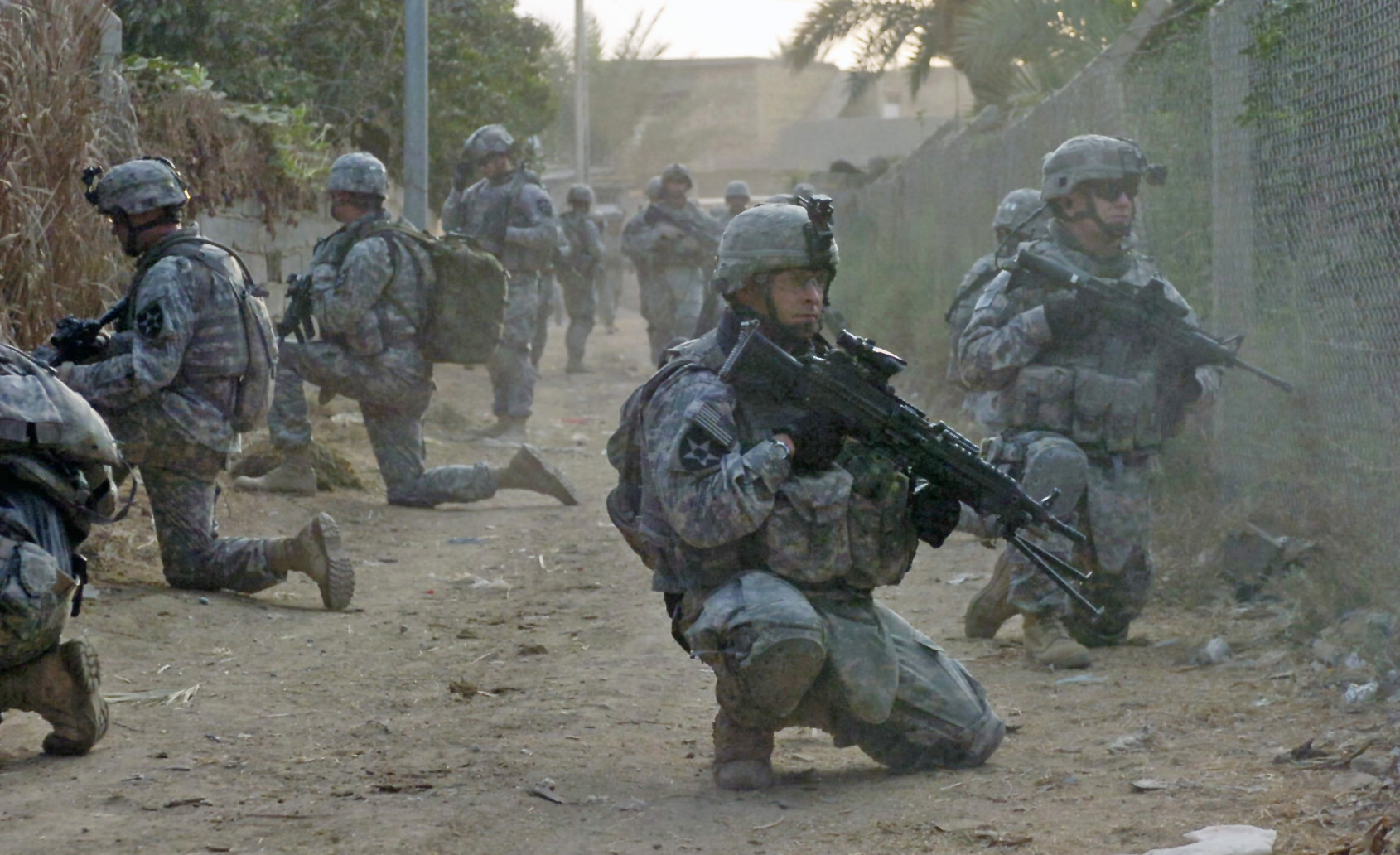
US-Soldaten 2007 in Rashidiyah, Irak

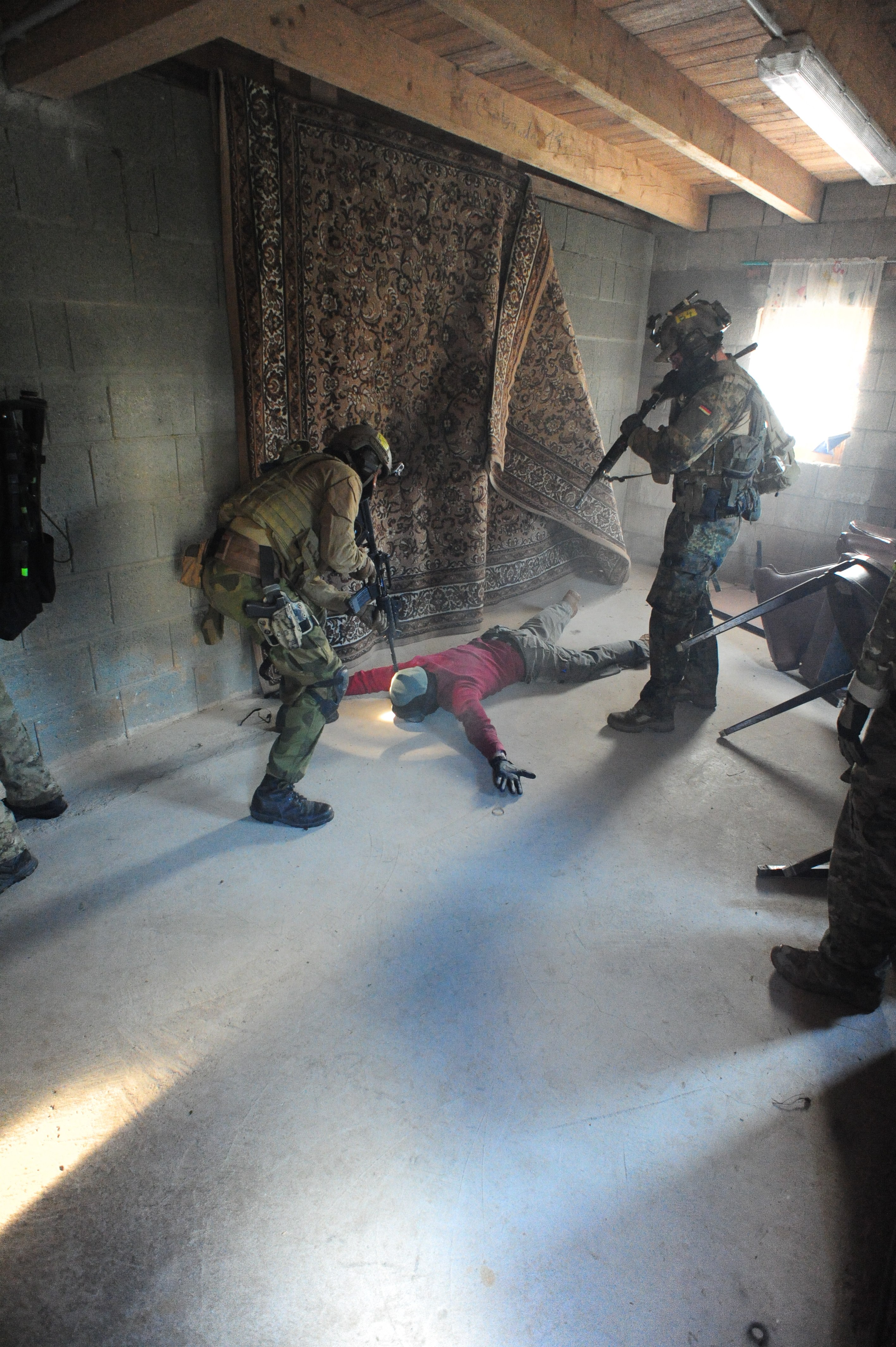
Häuserkampftraining in Hohenfels

Der Orts- und Häuserkampf ist ein militärischer Begriff für den Kampf in bebautem bzw. um bebautes Gelände in Ortschaften und Städten sowie Industriegelände als Kampf in dicht bebautem – urbanem – Gelände. Er ist infanteristisch geprägt und wird primär von Schützenpanzern unterstützt, bedingt gegen feindliche Panzerfahrzeuge auch von Kampfpanzern.
Im Angriff fordert er einen eigenen hohen Kräfteansatz, schwächeren Kräften ermöglicht er eine erfolgreiche Verteidigung. Neben den Mitteln moderner Kampfführung und dem Einsatz von Distanzwaffen ist er geprägt vom Kampf auf kurze Entfernungen, Mensch gegen Mensch im Nahkampf. Der Häuserkampf unterscheidet sich vom Kampf im offenen oder teilbedecktem Gelände, dem klassischen Gefechtsfeld, vor allem durch den Kampf auf drei Ebenen (zu ebener Erde, aus erhöhten Stellungen in Gebäuden und aus dem Untergrund aus Kanälen), mit der Möglichkeit, sich unterirdisch (z. B. U-Bahn- oder Kanalnetz) zu bewegen, und durch die vergleichsweise kurzen Kampfentfernungen. Feindfeuer kann aus jeder Richtung kommen, auch von hinten. Auch im Jagdkampf kann es zum Orts- und Häuserkampf kommen. Der Kampf als Gefechtshandlungen in bedecktem Gelände ist der Waldkampf, der im Gebirge und Hochgebirge als (Hoch-)Gebirgskampf.
Bei den britischen und kanadischen Streitkräften wird Orts- und Häuserkampf als OBUA (Operations in Built-Up Areas) oder FIBUA (Fight In Built Up Area) bezeichnet, inoffiziell und umgangssprachlich manchmal auch als „FISH“ (Fighting In Someone's House) oder pejorativ als „Fish & Chips“ (Fighting in Someone's House and Causing Havoc in People's Streets). Die U.S. Streitkräfte verwenden als Bezeichnung für den Häuserkampf die Abkürzung UO für „Urban Operations“, die in einigen Bereichen des U.S. Militärs die frühere Bezeichnung MOUT für „Military Operations in Urban Terrain“ ersetzt hat. MOUT oder auch MOUT Site sind dennoch weiterhin in Verwendung. Die Abkürzung FOFO für „Fighting in Fortified Objectives“ wird dagegen verwendet für die Bezeichnung von Operationen gegen Kräfte in urbanen Gebieten, die sich in stark bewehrten, befestigten Stellungen wie Bunker, Schützengräben/Künetten, militärischen Stützpunkten und Festen verschanzt haben, für die Minenräumung und Demontage von Drahtverhauen, Sperren, Befestigungen sowie für die Sicherung eigener befestigter Stellungen in solchen Gebieten.

## Taktik im Häuserkampf

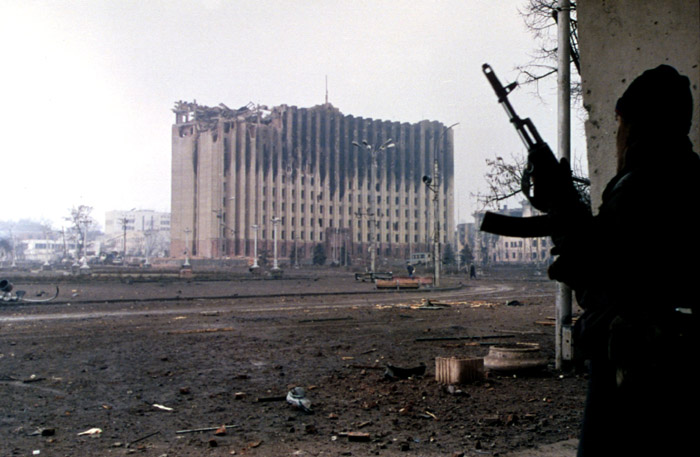
Szene aus dem Ersten Tschetschenienkrieg

### Allgemeines
Kennzeichnend für den Orts- und Häuserkampf ist, dass das Gefechtsfeld durch Bebauung geprägt ist, die die Sichtlinien oft blockiert. Angreifer und Verteidiger bekämpfen sich insbesondere im Inneren von Gebäuden auf extrem kurze Distanz. Der Angreifer kann seine technische Überlegenheit nur schwer am entscheidenden Punkt konzentrieren und seine überlegenen Feuermittel nur begrenzt einsetzen. Unterstützung aus der Luft kann wegen der Bebauung, der Gefahr von Kollateralschäden und der Gefahr von Friendly Fire nur begrenzt eingesetzt werden. Bereits bei der Erstürmung von nur schwach verteidigten Gebäuden muss der Angreifer oftmals einen deutlich höheren Kräfteansatz für seinen Angriff wählen, da er gleichzeitig den eigenen rückwärtigen Bereich vor Feindangriffen, z. B. durch die Kanalisation, sichern muss.

### Geschichte

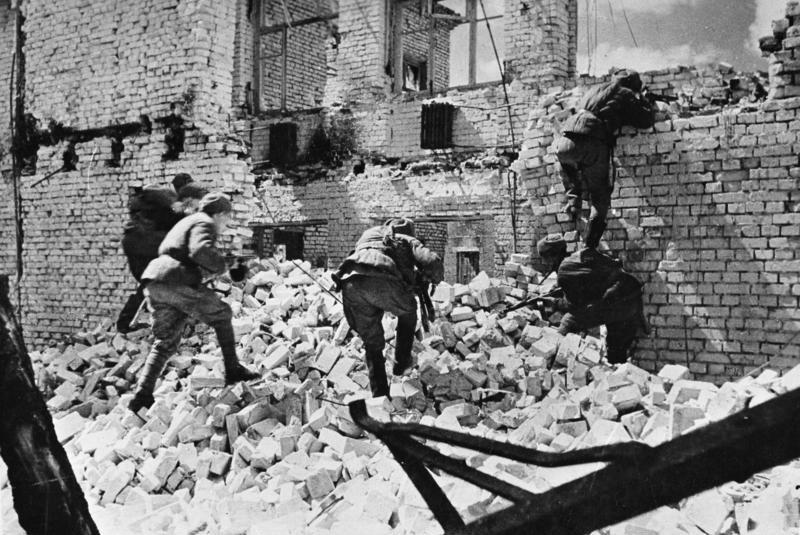
Häuserkampf in der Schlacht von Stalingrad

Der Kampf in und um Bazeilles im Deutsch-Französischen Krieg 1870/71 gilt als der erste beschriebene Orts- und Häuserkampf in der Militärgeschichte.
In den Häuserkämpfen des Zweiten Weltkrieges wurde erstmals intensiv an Taktiken gearbeitet, um ein Haus mit möglichst geringen Verlusten einnehmen zu können. Vor allem in den monatelangen Häuserkämpfen in der Schlacht um Stalingrad waren die Soldaten mit der Situation überfordert und mussten erst neue Taktiken entwickeln. Insbesondere die mechanisierten deutschen Truppen waren bedingt infanterieschwächer als Infanteriedivisionen. Die Wehrmacht stellte daher, auch bedingt durch die sehr hohen Verluste im Orts- und Häuserkampf in der Schlacht um Stalingrad, Sturmgrenadier- und Sturmpionierbataillone auf und führte diese beschleunigt im Eisenbahntransport zur 6. Armee heran.
Neben der rein infanteristischen Taktik in der Gliederung zum Stoßtrupp für den Handstreich musste beim Häuserkampf auch das Zusammenwirken mit schweren Waffen wie dem Einsatz von Geschützen und Panzerabwehrwaffen zur Ausschaltung von feindlichen Stellungen neu entwickelt werden.

### Verteidigung

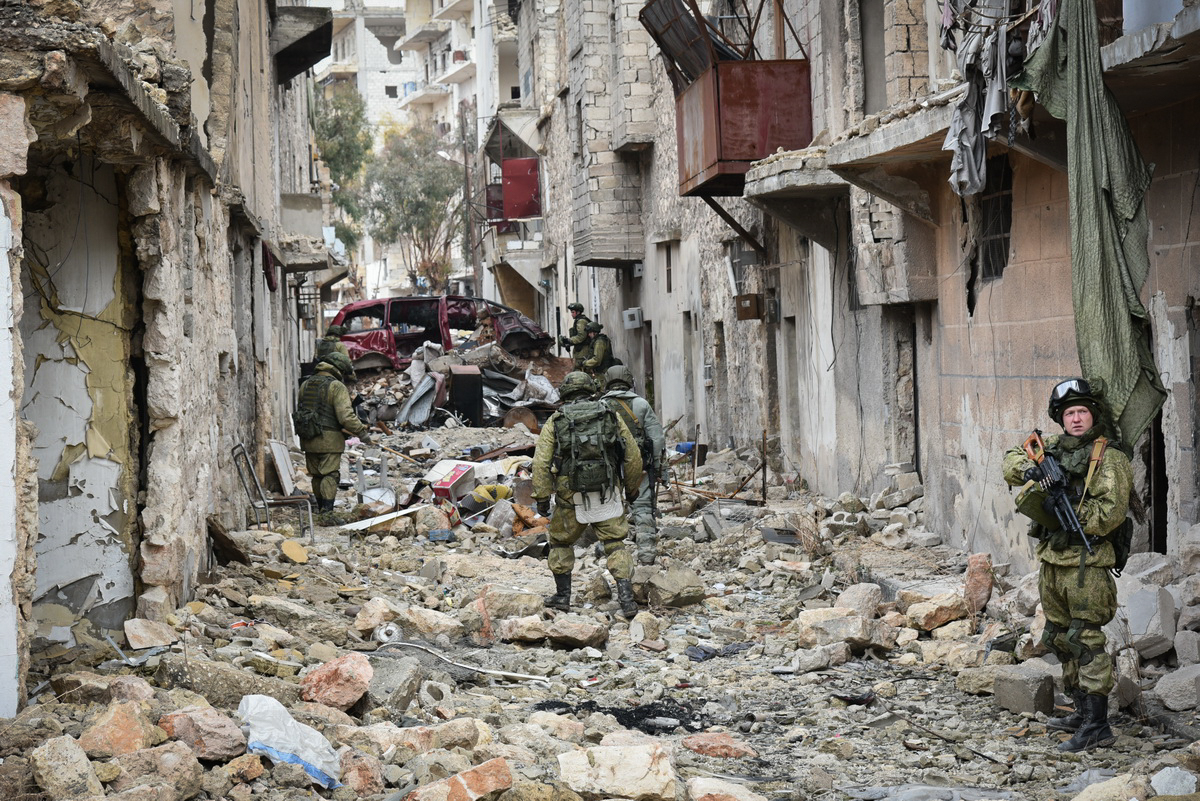
Russische Pioniere durchsuchen einen von Aufständischen aufgegebenen Straßenzug in Aleppo 2016 nach Sprengfallen.

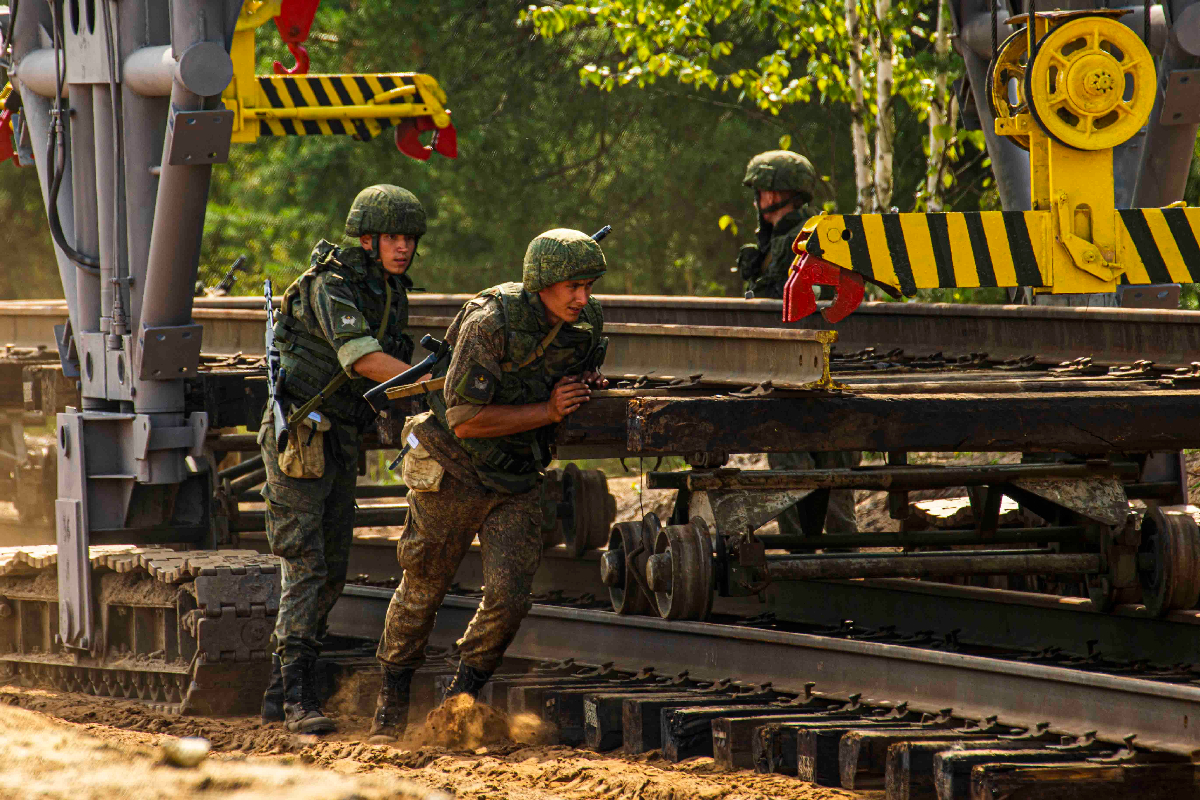
34. Eisenbahnbrigade in der Oblast Brjansk

Der Verteidiger im Orts- und Häuserkampf kann seine Stellungen durch Drahthindernisse im Vorfeld, Sandsäcke und Maschendraht an Fenstern, Sprengfallen an den Eingängen und durch Durchbrechen von Kellerwänden als Fluchtwege sowie durch sich überschneidende Feuerbereiche sichern. Fenster und auch bedingt Türen, soweit sie nicht für die geplante Bewegung beim Stellungswechsel benutzt werden müssen, können vor Handgranaten mit Maschendraht geschützt werden. Dieser darf jedoch an der Unterseite nicht befestigt werden, damit weiter Handgranaten aus dem Fenster fallen gelassen werden können. Der Einblick ins Gebäude, aber auch Sichtstrecken innerhalb können mit Stoffstreifen behindert werden. Dringt der Angreifer in ein Gebäude ein, reichen oft geringe Kräfte beim sofortigen Gegenstoß, um ihn wieder zurückzuwerfen, da im Orts- und Häuserkampf schnell das Zusammenwirken im Angriff und die Verbindung verloren geht. Zerstörungen in bebauten Gebieten, wie Häuserruinen, kommen den Verteidigern zugute. Sie bieten Deckungsmöglichkeiten und behindern einen raschen und sicheren Vormarsch des Angreifers durch Schuttberge sowie gute Tarnung für verdeckte Stellungen.
Der Verteidiger ist zudem durch die Unübersichtlichkeit des Schlachtfeldes begünstigt. Während der Angreifer sich in der angegriffenen Stellung nicht auskennt und Zimmer für Zimmer sichern muss, kann der ortskundige Verteidiger den Angreifern in die Flanke oder den Rücken fallen sowie von oben, aber auch von unten angreifen. Besonders bei einer längerfristig vorbereiteten Verteidigung von urbanem Gelände werden auch vorhandene Tunnelsysteme und die Kanalisation genutzt, gelegentlich solche Wege sogar angelegt. Diese ermöglichen dem Verteidiger im Rücken des Angreifers einen Gegenangriff zu führen.

### Angriff und Gefechtsführung
Urbanes Gelände wird nach Möglichkeit umgangen. Muss dieses genommen werden, wird es zunächst von eigenen Kräften umgangen und in der Tiefe abgeriegelt, um dem Feind die Möglichkeit zur Verstärkung und für Nachschub zu nehmen.
Beim Angriff im urbanen Gelände rücken eigene Kampfverbände entlang der Hauptverkehrsachsen vor, besetzen wichtige Einrichtungen, riegeln einzelne Stadtteile für den nachfolgenden Angriff ab und durchkämmen diese danach. Wichtige Objekte sind hohe, beherrschende Gebäude, die guten Überblick bieten, Verwaltungsgebäude zur Sicherung der Kontrolle über die Bevölkerung, ökonomische Schlüsselobjekte wie Wasserwerke, Umspannanlagen für Strom und Gaswerke sowie Schwerindustriekomplexe.
Taktisch wesentlich im Ort- und Häuserkampf ist eine tiefe Gliederung. Meist wird einer Kompanie nur eine Hauptstraße zugewiesen und die Züge tief gestaffelt links und rechts der Straße eingesetzt sowie mindestens ein Zug als örtliche Reserve bereitgehalten, da der Gegner in urbanem Gelände eigene Kräfte schnell über verdeckte Wege wie Hinterhöfe, über vorbereitete Wege in den Dachgeschossen von Haus zu Haus oder die Kanalisation umgehen kann.
Im Angriff wird pro Haus zumeist ein Infanteriezug benötigt, der sich in Sturmgruppe, Deckungsgruppe, Sprengtrupp und Trägertrupp gliedert. Der Angriffszug hält den Verteidiger durch starkes, ununterbrochenes Feuer nieder, und greift das befohlene Haus ohne über offenes Gelände vorzugehen an, von Haus zu Haus kämpft er sich durch Mauerdurchbrüche vor. Die Vorgehensweise ist langsam und aufwendig, da die Situation in den Häusern unklar ist und einen hohen Verbrauch an Sprengmitteln und Munition erfordert. Soweit möglich wird versucht, Häuser von oben nach unten zu durchkämmen, da Handgranaten so im Häuserkampf am besten geworfen werden können. Der Übergang von einem Haus zum nächsten erfolgt nach Möglichkeit über Durchbrüche im Dachstuhl, um so dieses von oben nehmen zu können. Die Deckungsgruppe zieht der Sturmgruppe jeweils nach.
Die Deckungsgruppe hält den Feind im anzugreifenden Haus mit Sperrfeuer nieder und zwingt diesen in die Deckung. Mit Einsetzen des Deckungsfeuers sprengt der Sprengtrupp äußere Hindernisse wie Drahtsperren, und eine Bresche in das anzugreifende Haus, um eindringen zu können. Diese kann auch mit schweren Waffen geschaffen werden.
Die Sturmgruppe unterteilt in Drei-Mann-Sturmtrupps greift danach das Haus an. Nach Überwinden der äußeren Hindernisse (Sprengung durch Sprengtrupp) wird die vorbereitete Bresche im Haus bzw. eine Tür/Fenster zum Eindringen genutzt. Feind wird durch Blendmittel an der Beobachtung gehindert, insbesondere auch durch Nebel von Mörser. Das Eindringen soll so weit wie möglich oben geschehen. Die Sturmgruppe setzt dazu Sturmleitern, Steckleitern oder Wurfanker mit Kletterseil ein, um in ein oberes Stockwerk zu gelangen. Im weiteren Kampf sprengt der Sprengtrupp im Haus verbarrikadierte Türen oder Fenster.
Der erste Sturmtrupp dringt mit Handgranaten und unter dem Feuer der Maschinenwaffen in den ersten Raum ein. Dabei wird vor Erstürmung des Raumes eine Handgranate geworfen und nach der Explosion aus der Deckung heraus blind ein Feuerstoß in den Raum abgegeben. Erst danach nimmt der Sturmtrupp den Raum. Ist dieser feindfrei, rückt der nächste Sturmtrupp nach. Der Kampf Raum um Raum wird überschlagend geführt. Das Prinzip ist immer gleich (Handgranate, Feuerstoß in den Raum, Eindringen, Melden der örtlichen Feindlage als Raum feindfrei, Nachrücken nächster Sturmtrupp).
Wesentlich insbesondere im Angriff ist ein ununterbrochener Munitionsnachschub sowie das Sichern bereits genommener Räume und Häuser, um einen gegnerischen Gegenstoß abzuwehren. Beides erfordert in erheblichem Maße eigene Kräfte, die dem unmittelbaren Kampf entzogen werden. Daher sind die angesetzten Züge überschlagend einzusetzen, damit eigene Kräfte im Angriff immer wieder durch frische Teileinheiten abgelöst werden.
Sowohl der Angriff im Orts- und Häuserkampf mit nachmaliger Verteidigung gewonnener Ziele, als auch die Verteidigung im Orts- und Häuserkampf selbst machen umfangreiche Zusatzausrüstung notwendig. Für die Verteidigung sind pioniertechnische und truppenpioniertechnische Verstärkung der zu verteidigenden Häuser mit Stützbalken notwendig sowie eine hohe Anzahl an Sandsäcken, Maschendraht um Fenster und Türöffnungen vor Handgranatenwurf zu verschließen und Sackleinen um Sichtschutz von außen zu erzielen. Drahtsperren auch insbesondere in den Flanken werden mit S-Drahtrollen angelegt, selten mit Bandstacheldraht, da dessen Verlegen durch geringen Pflanzenbewuchs in urbanem Gebiet zeitaufwändig ist. Busch- und Baumgruppen können jedoch damit gesperrt werden. In den Räumen sind Mauerdurchbrüche auch von Haus zu Haus sowie in höheren Stockwerken im Boden Handgranatenwurflöcher zu schaffen.
Im Angriff sind Klappleitern, Steckstrickleitern, Bolzenschneider, Halligan-Tool und Vorschlaghammer notwendig. Der Verbrauch an Sprengmitteln, Munition und Handgranaten ist im Orts- und Häuserkampf hoch. Ergänzungen nahe der angreifenden oder verteidigenden Truppe daher notwendig.
In der Verteidigung im Orts- und Häuserkampf sind in der Vorbereitung alle brennbaren und die eigene Bewegung hinderlichen Gegenstände zu entfernen. Dies sind insbesondere Gardinen aber auch Möbel, soweit sie nicht als Auflage für die eigene Schützenstellung in der Tiefe eines Raumes benötigt werden. Treppenaufgänge sind, soweit sie nicht benötigt werden, mit Bandstacheldraht oder S-Drahtrollen zu sperren. Eigene Stellungen sind nicht in Fenstern der äußeren Hauswand anzulegen, da diese sonst unmittelbar bei Aufklärung erkannt werden, sondern mit Sichtbereich in der Tiefe der Zimmer. Einzelstellungen außerhalb von Gebäuden können ohne Graben nach den Entfernen der Schachtdeckel in den Schachtringen von Abwasserkanälen angelegt werden – diese befinden sich meist unter 50 m voneinander entfernt und bieten damit überlappende Feuerstellungen für Einzelschützen.

## Bedeutung im 21. Jahrhundert

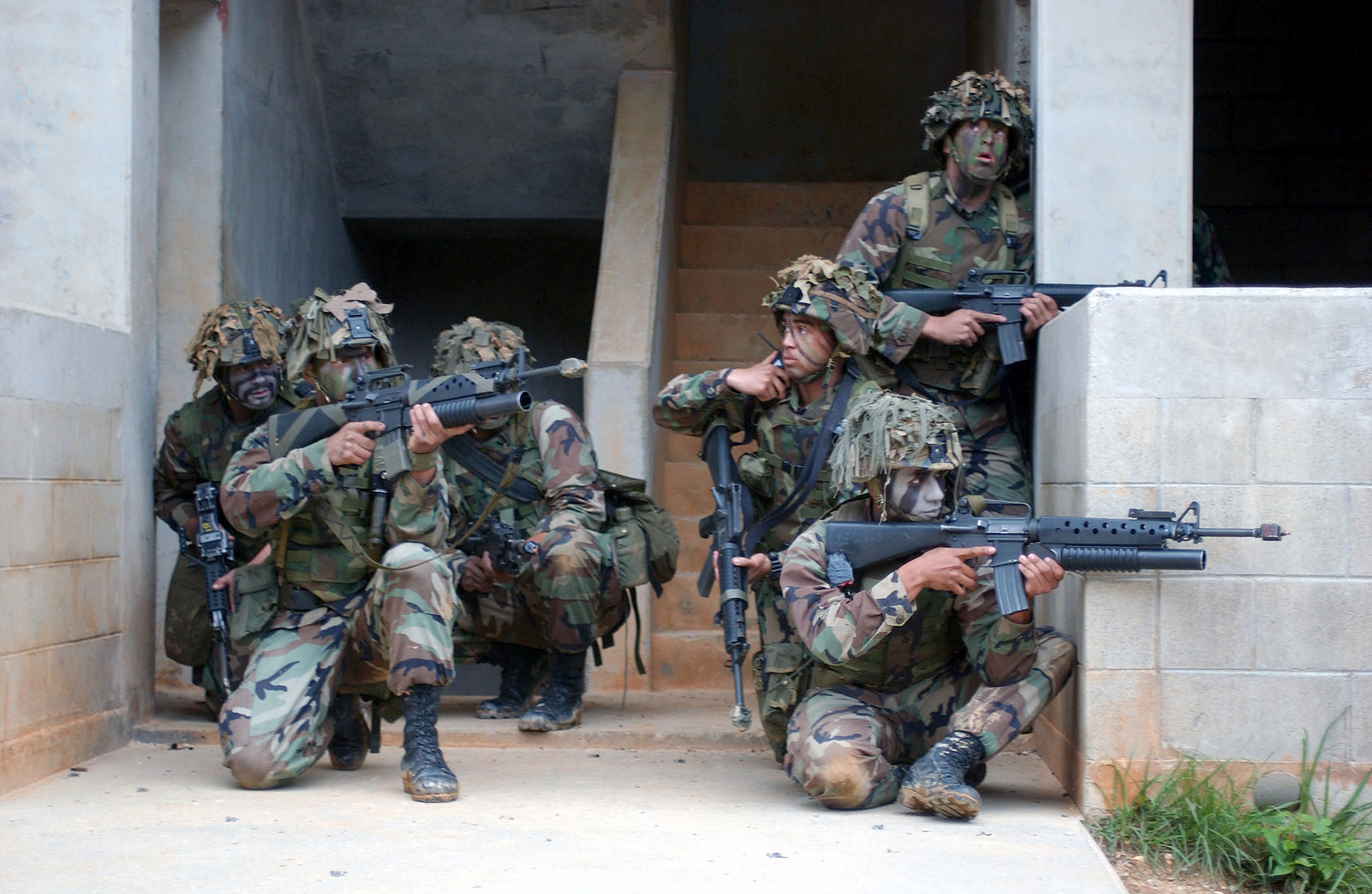
US Marines beim Häuserkampftraining

Bereits jetzt lebt ein beträchtlicher Teil der Weltbevölkerung in urbanen Gebieten, besonders auch in jenen Regionen, die als Krisenherde gelten. Die Entwicklung einer umfassenden Doktrin für militärische Operationen in bebautem Gelände versucht dieser Tatsache Rechnung zu tragen. Als Vorbild gelten dabei unter anderem die Erfahrungen der israelischen Streitkräfte in den Libanonfeldzügen und beim Einsatz in den besetzten Gebieten. Auch die Entwicklung militärischer Technik steht verstärkt unter dem Aspekt urbaner Einsatzszenarien. Dabei geht die Tendenz zur weiteren Nutzung verbesserter Sensoren, Echtzeitkommunikation mit der Einsatzleitung und dem vermehrten Einsatz von Drohnen. Beim Großgerät, wie Kampfpanzern und Radfahrzeugen, soll deren Nutzbarkeit durch neue Munitionssorten, besseren Schutz gegen Hinterhalte und fernlenkbare Maschinengewehre erweitert werden.
Dabei tritt zunehmend das „klassische“ Erobern von Ansiedlungen in den Hintergrund und das dauerhafte Kontrollieren von Städten in den Vordergrund. Wichtigstes Beispiel sind die Auseinandersetzungen der US-Besatzungstruppen mit Aufständischen im Irak 2003 bis 2011: Dabei ging es nicht um das Erobern der Städte, sondern um die Durchsetzung eines Gewaltmonopols der mit den Vereinigten Staaten verbündeten irakischen Regierung. Die Beteiligung irregulärer Kämpfer und der gleichzeitige Alltag anwesender Zivilbevölkerung stellt eine weitere Herausforderungen dieses „neuen“ Häuserkampfes dar.

## Beispiele (Auswahl)
- Kampf um Bazeilles 1870
- Schlacht um Shanghai 1937

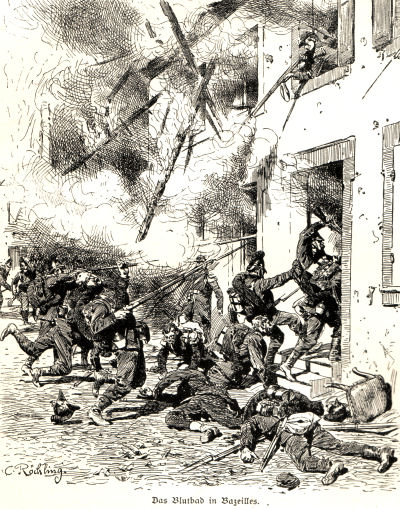
Das Blutbad in Bazeilles

- Schlacht um Nanking (1937) mit dem Massaker von Nanking
- Schlacht um Hongkong 1941 mit dem Massaker von Hongkong
- Schlacht von Stalingrad 1942–1943 (Operation Hubertus) mit dem Angriff auf Stalingrad
- Schlacht um Ortona 1943
- Schlacht um Caen 1944
- Warschauer Aufstand 1944
- Schlacht um Budapest 1944–1945
- Schlacht um Aachen 1944
- Schlacht um Breslau 1945
- Schlacht um Berlin 1945
- Schlacht um Manila 1945 mit dem Massaker von Manila
- Schlacht um Huế 1968
- Schlacht um Vukovar 1991
- Belagerung von Sarajevo 1992
- Schlacht von Mogadischu 1993
- Grosny im Ersten Tschetschenienkrieg 1995
- Operation Phantom Fury in Falludscha 2004
- Schlacht um Kobanê 2014–2015
- Schlacht um Mariupol 2022
- Schlacht um Bachmut 2022–2023